# 1182
Cette page concerne l'année 1182  du calendrier julien.
L'année 1182 est une année commune qui commence un vendredi.

## Événements
- 11 mai - 22 juin : Saladin quitte le Caire pour Damas[2]. Il traverse le royaume de Jérusalem et ravage les cultures des terres de Renaud de Châtillon sans rencontrer l’armée franque.

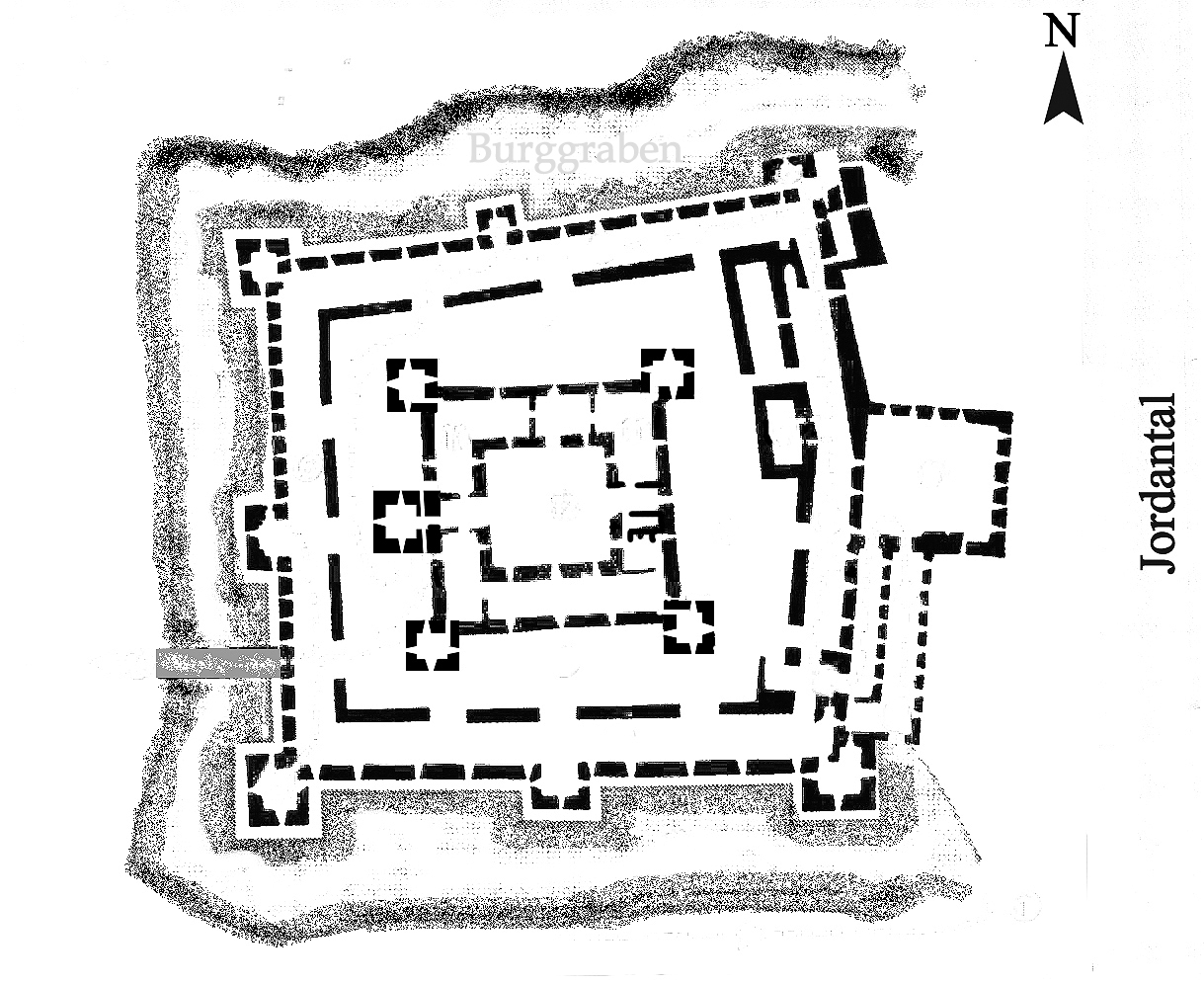
La forteresse de Belvoir.

- 20 juillet : Saladin arrive aux environs de Tibériade ; il combine son action avec des raids de pillage sur Baisan, Jenin et Acre. Après un engagement indécis à la bataille de Belvoir, Saladin tente de couper le royaume de Jérusalem du comté de Tripoli en s’emparant de Beyrouth avec l’aide de sa flotte, action combinée avec une attaque à la frontière entre le royaume franc et l’Égypte[3]. Baudouin IV de Jérusalem parvient à repousser l’attaque sur Beyrouth.
- Octobre : Raymond III de Tripoli et le roi Baudouin attaquent les environs de Damas[4].
- Durant l’hiver, Renaud de Châtillon décide de lancer un raid sur La Mecque. Il s’embarque à Eilat, petit port de pêche sur le golfe d’Aqaba, puis s’attaque à Yanboh, port de Médine, puis à Rabigh, non loin de La Mecque. En chemin, il coule un bateau de pèlerins musulmans se rendant vers Jeddah. Tandis que Renaud, chargé de butin, remonte vers ses terres, ses hommes continuent à sillonner la mer Rouge. Le frère de Saladin, al-Adel, qui gouverne en Égypte, lance contre eux une flotte qui écrase les pillards (janvier 1183). Certains d’entre eux sont conduits à La Mecque pour y être décapités en public (mai 1183)[5],[6].

- En Inde, le général ghuride Muhammad ibn Sam prend Debal[7] et fait des Sumra (ismaïliens) ses vassaux[8].
- Le sultan saljûqide de Rum Kılıç Arslan II prend Sozopolis, Attaleia et saccage Cotyaeum[9].
- Sécession de Chypre après la prise de pouvoir d’Andronic Comnène. Isaac Comnène s’empare du gouvernement de l’île avec de fausses lettres[10]. En 1184, il se proclame souverain indépendant.

### Europe
- 3 février : Florence conquiert Empoli[11].
- 10 mars : Philippe Auguste de France expulse les Juifs du domaine royal et confisque leurs biens ; il les rappelle en juillet 1198[12].

- Avril-mai, Empire byzantin : usurpation de fait du cousin de Manuel Ier Comnène, Andronic Comnène après sa victoire à la bataille de Nicomédie. En mai, il pousse Alexis II Comnène au massacre des Latins de Constantinople[13]. Eustathe de Thessalonique estime la colonie latine de Constantinople à 60 000 personnes (Pisans ou Génois, Venise étant absente depuis 1171). Andronic est contraint de recourir aux services de Venise, qui seule n’a pas souffert du massacre, et lui accorde d’importants privilèges commerciaux. Gênes et Pise se vengent en lançant leurs pirates en mer Égée[14].

- 12 mai : début du règne de Knut VI, roi du Danemark (fin en 1202)[15].
- 16 mai : couronnement d’Alexis II Comnène[9].
- 19 mai : consécration du chœur de Notre-Dame de Paris[16].  Début de la construction de la nef (fin en 1200).

- 27 août : assassinat de Marie d’Antioche[9].

- Septembre : Andronic Comnène entre dans Constantinople[1]
- 29 septembre[17] : la Moravie est érigée temporairement en margraviat indépendant de la Bohême par l'empereur Frédéric Barberousse. Conrad Ota devient margrave de Moravie.

- Pierre Valdès est excommunié et banni par l’archevêque de Lyon Jean de Bellesme, puis par le pape à Vérone en 1184[18].

- Averroès devient premier médecin à la cour du calife almohade Abu Yaqub Yusuf. Il est nommé grand cadi de Cordoue[19].
- Loi de Beaumont, charte de franchise promulguée par l'archevêque de Reims Guillaume aux Blanches Mains pour la communale de Beaumont-en-Argonne. Elle est adoptée pour l'affranchissement de plus de cinq cents villes du royaume France et de l'Empire. La même année Guillaume accorde aux bourgeois de Reims la « charte willelmine » qui restitue les échevins de la cité supprimés en 1140[20].